# Светски дан социјалне правде
Светски дан социјалне правде је међународни дан којим се препознаје потреба за промовисањем социјалне правде, што укључује напоре за решавање питања као што су сиромаштво, социјална искљученост, родна неравноправност, незапосленост, људска права и социјална заштита. Многе организације, укључујући УН, Америчко библиотекарско удружење и Међународну организацију рада, дају изјаве о важности друштвених и садашњих планова за већу социјалну правду кроз борбу против сиромаштва, социјалне и економске искључености и незапослености. Генерална скупштина Уједињених нација одлучила је да се 20. фебруар обележава као Светски дан социјалне правде. Празник је одобрен 26. новембра 2007, почев од 2009. године.
Генерална скупштина потврђује да су друштвени развој и социјална правда неопходни за постизање и одржавање мира и сигурности унутар и међу народима и да се, заузврат, друштвени развој и социјална правда не могу постићи у недостатку мира и сигурности, или у одсуству поштовања свих људских права и основних слобода.
Декларација се фокусира на гарантовање праведних резултата за све кроз запошљавање, социјалну заштиту, социјални дијалог и основне принципе и права.
Предлози за унапређење социјалне правде укључују побољшање инклузивног и ефективног управљања радом, осигурање могућности запошљавања и доживотног учења, реформу институција за праведније резултате на тржишту рада и проширење социјалне заштите током живота људи.

## Подучавање ученика о социјалној правди
Идеалне теме за подучавање ученика о потреби за социјалном правдом укључују (али нису ограничене на) сиромаштво у детињству, људска права и одрживи развој. Низ лекција је доступан по земљама са програмима Уједињених нација и другим програмима. Оксфамова презентација студентима приказује глобални систем исхране, која затим пружа прилику да студенти поделе своја размишљања и искуства. Доступни планови часова и збирке су за ученике свих узраста.